# The Come Up
The Come Up è un singolo del rapper statunitense Polo G, pubblicato il 3 maggio 2018.

## Produzione
Il brano presenta dei campionamenti di In My Mind della cantante trinidadiana Heather Headley.

## Tracce
1. The Come Up – 2:35